# Reiten-in-Stellung
Das Reiten-in-Stellung, auch „zweite Stellung, in der Reitersprache kurz Stellung  genannt“, ist eine Lektion in der  klassischen Reitkunst, bei der sich das  Pferd „mit dem inneren Beinpaar auf einer Huflschlaglinie“ bewegt, während das äußere Hinterbein etwa eine halbe Hufbreite „zwischen den Vorderbeinen sichtbar wird“. Das Pferd ist quasi an seiner Außenseite gedehnt, wodurch eine gewisse  Längsbiegung entsteht. Das Reiten-in-Stellung wird „sowohl auf der Geraden als auch insbesondere auf gebogenen Linien, z. B. beim Durchreiten der Ecken, angewandt“.

## Zielsetzung
Das Reiten-in-Stellung dient zunächst dem Geraderichten und veranlasst „das Neben- und Voreinandertreten der Hinterbeine und damit ihre bessere Beugung“; außerdem verhindert die Stellung „ein Wehren oder Schiefmachen“ und zwingt die Hinterhand, „gerade gegen die Vorhand anzutreten“:

„Nur durch die eine reine, gleichmäßige Längsbiegung beinhaltende Stellung ist es dem Reiter möglich, ein nicht bis ins kleinste  durchlässiges und gehorsames Pferd in seiner Gewalt und die Nachhand auf die Vorhand eingerichtet zu erhalten.“

Das Reiten-in-Stellung ist wie das Schultervor, auch „erste Stellung“ genannt, eine Vorübung für das Schulterherein und dient insofern der allmählichen Vorbereitung auf die  Seitengänge. Eine gewisse  Versammlungsfähigkeit des Pferdes wird dabei vorausgesetzt.

## Durchführung
Die Hilfengebung ist ähnlich wie beim Schultervor. Der Unterschied ist nur, dass nicht wie bei letzterem das innere Hinterbein mehr gefordert wird, sondern das äußere. In der Ausbildung sollten die Lektionen aufeinander aufbauen: Wenn das innere Hinterbein durch die erste Stellung genügend aktiviert ist, wird es bei der zweiten Stellung nicht nach innen ausweichen.
Das Pferd muss sich gut von den Hilfen einrahmen lassen, wobei die äußeren Hilfen ein Ausfallen der Schulter oder der Hinterhand verhindern müssen, damit eine korrekte Längsbiegung in die Seitengänge hineingenommen werden kann. Es ist selbstverständlich, dass die treibenden Hilfen überwiegen.
Wie für das Schultervor gilt auch für das Reiten-in-Stellung, dass die Übung nicht zu lange ausgedehnt wird:

„Der Reiter sollte immer beherzigen, dass wenige gute Tritte wertvoller sind als mehrere Tritte mit  Taktfehlern, Spannungen oder  Anlehnungsproblemen.“